# Tour de France 2022/16. Etappe
Die 16. Etappe der Tour de France 2022 fand am 19. Juli 2022 statt und war der Auftakt der dritten und letzten Woche der 109. Austragung des französischen Etappenrennens. Die Strecke führte von Carcassonne über 178,5 Kilometer durch die Pyrenäen nach Foix. Mit dem Port de Lers (1517 m) und der Mur de Péguère (1375 m) standen zwei Pyrenäen-Pässe auf dem Programm. Nach der Zielankunft hatten die Fahrer insgesamt 2729,3 Kilometer absolviert, was 81,5 % der Gesamtdistanz der Rundfahrt entsprach.

## Streckenführung
Der neutralisierte Start erfolgte in Carcassonne auf dem Boulevard du Commandant Roumens vor dem Place de Général de Gaulle. Anschließend führte die Strecke vorbei am Square Gambetta über die Aude und entlang der Cité von Carcassonne in Richtung Südwesten.
Der offizielle Start erfolgte nach 5,4 Kilometern auf der D104 in der Nähe des Golf Club de Carcassonne. Anschließend verlief die Strecke parallel zur Aude und folgte dieser stromaufwärts. Bereits nach 13,7 Kilometern wurde mit der Côte de Saint-Hilaire (275 m) eine Bergwertung der 4. Kategorie überquert. Danach führte die Strecke nach Limoux, ehe mit dem Col de l’Espinas (543 m) eine Bergwertung der 3. Kategorie passiert wurde. Dieser wies bei einer Länge von 5,3 Kilometern eine durchschnittliche Steigung von 5 % auf. Nachdem die Kuppe bei Kilometer 36,6 überquert wurde, folgte eine kurze Abfahrt, ehe eine nicht kategorisierte Gegensteigung auf den Col du Bac (624 m) führte. Vorbei am Lac de Montbel ging es nun in Richtung Westen nach Lavelanet, wo bei Kilometer 67,8 ein Zwischensprint ausgefahren wurde. Wenig später erreichten die Fahrer die Ariège, der sie stromaufwärts nach Tarascon-sur-Ariège folgten. Nun befinden sich die Fahrer in den Pyrenäen und auf dem Weg nach Val-de-Sos begann die Straße bereits leicht anzusteigen. Die Fahrer passierten die Höhle von Niaux und das Château de Miglos, ehe nach 113,7 gefahrenen Kilometern bei Vicdessos die offizielle Steigung auf den Port de Lers (1517 m) begann. Diese war als Bergwertung der 1. Kategorie klassifiziert und führte über eine Länge von 11,4 Kilometern bei im Schnitt 7 %. Nachdem der höchste Punkt 53,4 Kilometer vor dem Ziel passiert wurde, folgte eine längere Abfahrt nach Massat, wo die Straße erneut zu steigen begann.
Die Fahrer befanden sich nun im Anstieg der D618, die auf den Col de Port (1249 m) führte. Nach rund sechs Kilometern bei moderater Steigung, bogen die Fahrer jedoch links ab und gelangten auf die schmale Mur de Péguère (1375 m), die auf einer Länge von 3,6 Kilometern eine durchschnittliche Steigung von fast 12 % aufwies. Hinzu kamen maximale Steigungsprozente von bis zu 18 % die zur Bergwertung der 1. Kategorie führten. Nachdem die Kuppe überquert wurde, folgte eine rund 15 Kilometer lange Abfahrt auf der D17, die die Fahrer ins Umland von Foix führte. Weiter ging es entlang dem Arget ins Zentrum von Foix, wo sich das Ziel auf der D117C befand. Rund 200 Meter vor dem Ziel befindet sich eine 180-Grad-Kurve, ehe eine kurze Zielgerade leicht ansteigend ins Ziel führte.
|                            | Ort                                           | Kilometer | Länge (km) | Höhe (m) | Ø Steigung |
| -------------------------- | --------------------------------------------- | --------- | ---------- | -------- | ---------- |
| neutralisierter Start      | Carcassonne (Boulevard du Commandant Roumens) | 0-4,7     |            |          |            |
| offizieller Start          | Carcassonne (D104)                            | 0         |            |          |            |
| Bergwertung (4. Kategorie) | Côte de Saint-Hilaire                         | 013,7     | 01,5       | 0275     | 6,6 %      |
| Bergwertung (3. Kategorie) | Col de l’Espinas                              | 036,6     | 05,3       | 0543     | 5,0 %      |
| Zwischensprint             | Lavelanet                                     | 067,8     |            |          |            |
| Bergwertung (1. Kategorie) | Port de Lers                                  | 125,1     | 11,4       | 1517     | 7,0 %      |
| Bergwertung (1. Kategorie) | Mur de Péguère                                | 151,3     | 09,3       | 1375     | 7,9 %      |
| Ziel                       | Foix                                          | 178,5     |            |          |            |

## Rennverlauf
Mit Aurélien Paret-Peintre, Mikaël Cherel (AG2R Citroën), Lennard Kämna (Bora-hansgrohe), Jakob Fuglsang (Israel-Premier Tech) und Max Walscheid (Cofidis) gingen vier Fahrer nicht an den Start der 16. Etappe. Wenige Kilometer nach dem offiziellen Start setzten sich 28 Fahrer vom Hauptfeld ab. Der bestplatzierte Fahrer in der Fluchtgruppe war Alexander Wlassow (Bora-hansgrohe), der einen Rückstand von zehneinhalb Minuten auf Jonas Vingegaard (Jumbo-Visma) aufwies. Die Gruppe überquerte die ersten beiden kleineren Anstieg, wobei sich Stefan Bissegger (EF Education-EasyPost) und Alexis Gougeard (B&B Hotels-KTM) die beiden höchst Punktezahlen sicherten. Im Zwischensprint, der rund 111 Kilometer vor dem Ziel ausgetragen wurde, belegte Wout van Aert (Jumbo-Visma) hinter Nils Eekhoff (DSM) den zweiten Rang baute seinen Vorsprung in der Punktewertung weiter aus. Während die Ausreißergruppe einen Vorsprung von rund sieben Minuten herausfuhr, bestimmte im Hauptfeld die Mannschaft des Gesamtführenden das Tempo. Noch vor den größeren Anstiegen wurde Marc Soler (UAE Team Emirates) vom Peloton abgehängt und fuhr mit mehreren Minuten Rückstand hinter dem Hauptfeld. Der Spanier hoffte das Ziel in der vorgegebenen Karenzzeit zu erreichen, um im Rennen bleiben zu können, sodass er auf den nachfolgenden Etappen seinen Team-Leader Tadej Pogačar unterstützen konnte.
Auf der Steigung des Port de Lers begann die Ausreißergruppe zu zerfallen. Simon Geschke (Cofidis) überquerte den Pass als erster und sicherte sich 10 Punkte im Kampf um die Bergwertung. Gemeinsam mit dem Deutschen fuhren auch Wout van Aert, Matteo Jorgenson (Movistar), Damiano Caruso (Bahrain Victorious), Michael Woods (Israel-Premier Tech), Brandon McNulty (UAE Team Emirates) und Michael Storer (Groupama-FDJ) über die Passhöhe. In der Abfahrt konnten jedoch weitere Fahrer wieder zu der Spitzengruppe aufschließen. Während in der Ausreißergruppe um den Etappensieg gekämpft wurde, griff Tadej Pogačar auf den letzten Meter des Port de Lers an und versuchte Jonas Vingegaard in Bedrängnis zu bringen. Der Däne konnte den Slowenen jedoch abfangen und ließ diesen auch in der Abfahrt nicht ziehen.
Vor dem finalen Anstieg der Mur de Péguère setzte sich der Kanadier Hugo Houle (Israel-Premier Tech) auf der bereits leicht ansteigenden Straße von der Spitzengruppe ab und fuhr rasch einen soliden Vorsprung heraus. Diesen verteidigte er auf den steilen Rampen der Mur de Péguère und ging mit einem Vorsprung von rund 30 Sekunden auf die letzten gut 25 Kilometer, die leicht bergab nach Foix führten. Der Kanadier konnte seine ersten Verfolger in Schacht halten und feierte seinen ersten Etappensieg bei der Tour de France. Dahinter kamen Valentin Madouas (Groupama-FDJ) und Michael Woods mit einem Rückstand von über einer Minute ins Ziel. Platz vier ging an Matteo Jorgenson, der die Mur de Péguère als zweiter überquert hatte aber auf der Abfahrt zu Sturz gekommen war.
Im Kampf um den Gesamtsieg erhöhte Rafał Majka (UAE Team Emirates) in der Gruppe der Favoriten das Tempo im Anstieg der Mur de Péguère. Nach einem technischen Defekt fiel der Pole jedoch zurück und Sepp Kuss (Jumbo-Visma) übernahm die Führungsposition. Der US-Amerikaner schlug ein hohes Tempo für seinen Leader Jonas Vingegaard an und verhinderte so eine weitere Attacke von Tadej Pogačar. Einzig Nairo Quintana (Arkéa-Samsic) konnte dem Trio folgen, während Geraint Thomas, Adam Yates (beide Ineos Grenadiers) und David Gaudu (Groupama-FDJ) zurückfielen. In der Abfahrt schloss die Gruppe um den Gesamtführenden zu Wout van Aert auf, der seinen Team-Leader sicher in Richtung Ziel führte. Während Geraint Thomas und David Gaudu in der Abfahrt zu der Gruppe des Gelben Trikots aufschließen konnten, verlor Adam Yates über eine Minute und rutschte in der Gesamtwertung auf den sechsten Rang ab. Nairo Quintana verbesserte sich auf den vierten Gesamtrang, während David Gaudu nun auf Platz fünf vorrückte. Romain Bardet (DSM) verlor fast vier Minuten auf Jonas Vingegaard und lag nun auf dem neunten Gesamtrang.

## Ergebnis
| \| Etappenergebnis \| Etappenergebnis \| Etappenergebnis \| Etappenergebnis \| Etappenergebnis \| \| Fahrer \| Fahrer \| Land \| Team \| Zeit \| \| --------------- \| ------------------ \| ------------------ \| ------------------- \| --------------- \| \| 1. \| Hugo Houle \| Kanada \| Israel-Premier Tech \| 4 h 23 min 47 s \| \| 2. \| Valentin Madouas \| Frankreich \| Groupama-FDJ \| + 1 min 10 s \| \| 3. \| Michael Woods \| Kanada \| Israel-Premier Tech \| + 1 min 10 s \| \| 4. \| Matteo Jorgenson \| Vereinigte Staaten \| Movistar Team \| + 1 min 12 s \| \| 5. \| Michael Storer \| Australien \| Groupama-FDJ \| + 1 min 25 s \| \| 6. \| Alexander Wlassow \| Russland \| Bora-Hansgrohe \| + 1 min 40 s \| \| 7. \| Dylan Teuns \| Belgien \| Bahrain Victorious \| + 1 min 40 s \| \| 8. \| Simon Geschke \| Deutschland \| Cofidis \| + 2 min 11 s \| \| 9. \| Mathieu Burgaudeau \| Frankreich \| TotalEnergies \| + 5 min 04 s \| \| 10. \| Damiano Caruso \| Italien \| Bahrain Victorious \| + 5 min 04 s \| |                    |                    |                     |                 |
| |                    |                    |                     |                 |
| Quelle: ProCyclingStats |                    |                    |                     |                 |
| Etappenergebnis |                    |                    |                     |                 |
| Fahrer | Fahrer             | Land               | Team                | Zeit            |
| 1. | Hugo Houle         | Kanada             | Israel-Premier Tech | 4 h 23 min 47 s |
| 2. | Valentin Madouas   | Frankreich         | Groupama-FDJ        | + 1 min 10 s    |
| 3. | Michael Woods      | Kanada             | Israel-Premier Tech | + 1 min 10 s    |
| 4. | Matteo Jorgenson   | Vereinigte Staaten | Movistar Team       | + 1 min 12 s    |
| 5. | Michael Storer     | Australien         | Groupama-FDJ        | + 1 min 25 s    |
| 6. | Alexander Wlassow  | Russland           | Bora-Hansgrohe      | + 1 min 40 s    |
| 7. | Dylan Teuns        | Belgien            | Bahrain Victorious  | + 1 min 40 s    |
| 8. | Simon Geschke      | Deutschland        | Cofidis             | + 2 min 11 s    |
| 9. | Mathieu Burgaudeau | Frankreich         | TotalEnergies       | + 5 min 04 s    |
| 10. | Damiano Caruso     | Italien            | Bahrain Victorious  | + 5 min 04 s    |

## Gesamtstände
| \| Gesamtwertung \| Gesamtwertung \| Gesamtwertung \| Gesamtwertung \| Gesamtwertung \| \| Fahrer \| Fahrer \| Land \| Team \| Zeit \| \| ------------- \| ----------------- \| ---------------------- \| ---------------------------------- \| ---------------- \| \| 1. \| Jonas Vingegaard \| Dänemark \| Jumbo-Visma \| 64 h 28 min 09 s \| \| 2. \| Tadej Pogačar \| Slowenien \| UAE Team Emirates \| + 2 min 22 s \| \| 3. \| Geraint Thomas \| Vereinigtes Königreich \| Ineos Grenadiers \| + 2 min 43 s \| \| 4. \| Nairo Quintana \| Kolumbien \| Arkéa-Samsic \| + 4 min 15 s \| \| 5. \| David Gaudu \| Frankreich \| Groupama-FDJ \| + 4 min 24 s \| \| 6. \| Adam Yates \| Vereinigtes Königreich \| Ineos Grenadiers \| + 5 min 28 s \| \| 7. \| Louis Meintjes \| Südarfika \| Intermarché-Wanty-Gobert Matériaux \| + 5 min 46 s \| \| 8. \| Alexander Wlassow \| Russland \| Bora-Hansgrohe \| + 6 min 18 s \| \| 9. \| Romain Bardet \| Frankreich \| Team DSM \| + 6 min 37 s \| \| 10. \| Thomas Pidcock \| Vereinigtes Königreich \| Ineos Grenadiers \| + 10 min 11 s \| |                   |                        |                                    |                  |
| |                   |                        |                                    |                  |
| Quelle: ProCyclingStats |                   |                        |                                    |                  |
| Gesamtwertung |                   |                        |                                    |                  |
| Fahrer | Fahrer            | Land                   | Team                               | Zeit             |
| 1. | Jonas Vingegaard  | Dänemark               | Jumbo-Visma                        | 64 h 28 min 09 s |
| 2. | Tadej Pogačar     | Slowenien              | UAE Team Emirates                  | + 2 min 22 s     |
| 3. | Geraint Thomas    | Vereinigtes Königreich | Ineos Grenadiers                   | + 2 min 43 s     |
| 4. | Nairo Quintana    | Kolumbien              | Arkéa-Samsic                       | + 4 min 15 s     |
| 5. | David Gaudu       | Frankreich             | Groupama-FDJ                       | + 4 min 24 s     |
| 6. | Adam Yates        | Vereinigtes Königreich | Ineos Grenadiers                   | + 5 min 28 s     |
| 7. | Louis Meintjes    | Südarfika              | Intermarché-Wanty-Gobert Matériaux | + 5 min 46 s     |
| 8. | Alexander Wlassow | Russland               | Bora-Hansgrohe                     | + 6 min 18 s     |
| 9. | Romain Bardet     | Frankreich             | Team DSM                           | + 6 min 37 s     |
| 10. | Thomas Pidcock    | Vereinigtes Königreich | Ineos Grenadiers                   | + 10 min 11 s    |

| Punktewertung | Punktewertung      | Punktewertung          | Punktewertung          | Punktewertung |
| Fahrer        | Fahrer             | Land                   | Team                   | Punkte        |
| ------------- | ------------------ | ---------------------- | ---------------------- | ------------- |
| 1.            | Wout van Aert      | Belgien                | Jumbo-Visma            | 399 P.        |
| 2.            | Tadej Pogačar      | Slowenien              | UAE Team Emirates      | 182 P.        |
| 3.            | Jasper Philipsen   | Belgien                | Alpecin-Deceuninck     | 176 P.        |
| 4.            | Mads Pedersen      | Dänemark               | Trek-Segafredo         | 158 P.        |
| 5.            | Fabio Jakobsen     | Niederlande            | Quick-Step Alpha Vinyl | 155 P.        |
| 6.            | Christophe Laporte | Frankreich             | Jumbo-Visma            | 121 P.        |
| 7.            | Michael Matthews   | Australien             | BikeExchange-Jayco     | 118 P.        |
| 8.            | Peter Sagan        | Slowakei               | TotalEnergies          | 104 P.        |
| 9.            | Jonas Vingegaard   | Dänemark               | Jumbo-Visma            | 98 P.         |
| 10.           | Fred Wright        | Vereinigtes Königreich | Bahrain Victorious     | 83 P.         |

| Bergwertung | Bergwertung      | Bergwertung            | Bergwertung                        | Bergwertung |
| Fahrer      | Fahrer           | Land                   | Team                               | Punkte      |
| ----------- | ---------------- | ---------------------- | ---------------------------------- | ----------- |
| 1.          | Simon Geschke    | Deutschland            | Cofidis                            | 58 P.       |
| 2.          | Louis Meintjes   | Südarfika              | Intermarché-Wanty-Gobert Matériaux | 39 P.       |
| 3.          | Neilson Powless  | Vereinigte Staaten     | EF Education-EasyPost              | 37 P.       |
| 4.          | Jonas Vingegaard | Dänemark               | Jumbo-Visma                        | 36 P.       |
| 5.          | Giulio Ciccone   | Italien                | Trek-Segafredo                     | 35 P.       |
| 6.          | Pierre Latour    | Frankreich             | TotalEnergies                      | 35 P.       |
| 7.          | Thomas Pidcock   | Vereinigtes Königreich | Ineos Grenadiers                   | 28 P.       |
| 8.          | Anthony Perez    | Frankreich             | Cofidis                            | 26 P.       |
| 9.          | Tadej Pogačar    | Slowenien              | UAE Team Emirates                  | 26 P.       |
| 10.         | Wout van Aert    | Belgien                | Jumbo-Visma                        | 25 P.       |

| Nachwuchswertung | Nachwuchswertung   | Nachwuchswertung       | Nachwuchswertung                   | Nachwuchswertung  |
| Fahrer           | Fahrer             | Land                   | Team                               | Zeit              |
| ---------------- | ------------------ | ---------------------- | ---------------------------------- | ----------------- |
| 1.               | Tadej Pogačar      | Slowenien              | UAE Team Emirates                  | 64 h 30 min 31 s  |
| 2.               | Thomas Pidcock     | Vereinigtes Königreich | Ineos Grenadiers                   | + 7 min 49 s      |
| 3.               | Matteo Jorgenson   | Vereinigte Staaten     | Movistar Team                      | + 54 min 00 s     |
| 4.               | Brandon McNulty    | Vereinigte Staaten     | UAE Team Emirates                  | + 57 min 43 s     |
| 5.               | Andreas Leknessund | Norwegen               | Team DSM                           | + 1 h 17 min 20 s |
| 6.               | Michael Storer     | Australien             | Groupama-FDJ                       | + 1 h 18 min 33 s |
| 7.               | Kevin Geniets      | Luxemburg              | Groupama-FDJ                       | + 1 h 42 min 16 s |
| 8.               | Georg Zimmermann   | Deutschland            | Intermarché-Wanty-Gobert Matériaux | + 1 h 52 min 25 s |
| 9.               | Fred Wright        | Vereinigtes Königreich | Bahrain Victorious                 | + 2 h 03 min 37 s |
| 10.              | Quinn Simmons      | Vereinigte Staaten     | Trek-Segafredo                     | + 2 h 17 min 48 s |

| Mannschaftswertung | Mannschaftswertung  | Mannschaftswertung           | Mannschaftswertung |
| Team               | Team                | Land                         | Zeit               |
| ------------------ | ------------------- | ---------------------------- | ------------------ |
| 1.                 | Ineos Grenadiers    | Vereinigtes Königreich       | 193 h 17 min 10 s  |
| 2.                 | Groupama-FDJ        | Frankreich                   | + 28 min 51 s      |
| 3.                 | Jumbo-Visma         | Niederlande                  | + 33 min 54 s      |
| 4.                 | UAE Team Emirates   | Vereinigte Arabische Emirate | + 1 h 11 min 28 s  |
| 5.                 | Bora-Hansgrohe      | Deutschland                  | + 1 h 20 min 13 s  |
| 6.                 | Movistar Team       | Spanien                      | + 1 h 43 min 56 s  |
| 7.                 | Bahrain Victorious  | Bahrain                      | + 1 h 54 min 52 s  |
| 8.                 | Israel-Premier Tech | Israel                       | + 2 h 24 min 33 s  |
| 9.                 | Arkéa-Samsic        | Frankreich                   | + 2 h 29 min 45 s  |
| 10.                | Team DSM            | Niederlande                  | + 2 h 37 min 31 s  |

## Ausgeschiedene Fahrer
Die folgenden Fahrer sind aus der Tour ausgeschieden:
- Jakob Fuglsang (Jumbo-Visma): wegen Sturzfolgen nicht gestartet
- Lennard Kämna (Bora-hansgrohe): wegen Erkältung nicht gestartet
- Mikaël Chérel (AG2R Citroën Team): wegen positivem Corona-Test nicht gestartet
- Aurélien Paret-Peintre (AG2R Citroën Team): wegen positivem Corona-Test nicht gestartet
- Max Walscheid (Cofidis): wegen positivem Corona-Test nicht gestartet
- Marc Soler (UAE Team Emirates): Hors délai, erreichte das Etappenziel außerhalb der Karenzzeit